# Новосеменівка (Криворізький район)
Новосеменівка (в минулому Сімонсфельд) —  село в Україні, в Апостолівській міській територіальній громаді Криворізького району Дніпропетровської області. Започаткована, як німецька колонія Сімонсфельд у 1862 році
Населення — 115 мешканців.

## Географія
Село Новосеменівка знаходиться на правому березі каналу Дніпро — Кривий Ріг. На півночі межує з селом Нова Січ, та на заході з селом Перше Травня.

## Визначні пам'ятки
Церква Успіння Пресвятої Богородиці.

## Населення
Згідно з переписом УРСР 1989 року чисельність наявного населення села становила 122 особи, з яких 59 чоловіків та 63 жінки.
За переписом населення України 2001 року в селі мешкало 113 осіб.

### Мова
Розподіл населення за рідною мовою за даними перепису 2001 року:
| Мова       | Відсоток |
| ---------- | -------- |
| українська | 99,13 %  |
| російська  | 0,87 %   |